# Un home anomenat Ove
Un home anomenat Ove (originalment en suec, En man som heter Ove) és una comèdia dramàtica de 2015 escrita i dirigida pel cineasta suec Hannes Holm. Està basada en la novel·la homònima de l'escriptor Fredrik Backman, publicada el 2012. La pel·lícula fou nominada en 6 categories de la 51a eidició dels premis de cinema suecs Guldbagge, obtenint dos guardons. També va obtenir dues nominacions a la 89a edició dels premis Oscar, a la categoria de millor pel·lícula de parla no anglesa i a la categoria millor maquillatge i perruqueria. S'ha doblat i subtitulat al català.

## Argument
Ove (Rolf Lassgård), de 59 anys, és un home frustrat i rondinaire que ha perdut tota fe en el món i en ell mateix. Duu una vida solitària després de la pèrdua de la seva esposa, morta de càncer. Amb ella, també uns anys abans havien perdut el seu nadó en un accident. Recentment, ha estat acomiadat després d'haver estat treballant 43 anys.
Ove té tendències suïcides i ha tractat de llevar-se la vida en diverses ocasions, sempre sent importunat pels veïns o simplement acabant desistint en l'intent. No obstant això, la seva visió negativa i rancorosa del món coneix un punt d'inflexió en conèixer a Parvaneh, la veïna que amb la seva família s'acaba de mudar al costat de casa seva. Els dos nou veïns passaran molt temps junts i compartiran moltes experiències, fins al punt que un dia Ove s'atreveix a revelar el seu trist passat, amb el qual els veïns esdevindran comprensius pel seu amarg caràcter.

## Repartiment
| Intèrpret         | Personatge       |
| ----------------- | ---------------- |
| Rolf Lassgård     | Ove              |
| Bahar Pars        | Parvaneh         |
| Filip Berg        | Ove de jove      |
| Ida Engvoll       | Sonja            |
| Tobias Almborg    | Patrick (Lufsen) |
| Klas Wiljergård   | Jimmy            |
| Chatarina Larsson | Anita            |
| Börje Lundberg    | Rune             |
| Stefan Gödicke    | pare d'Ove       |

## Palmarès

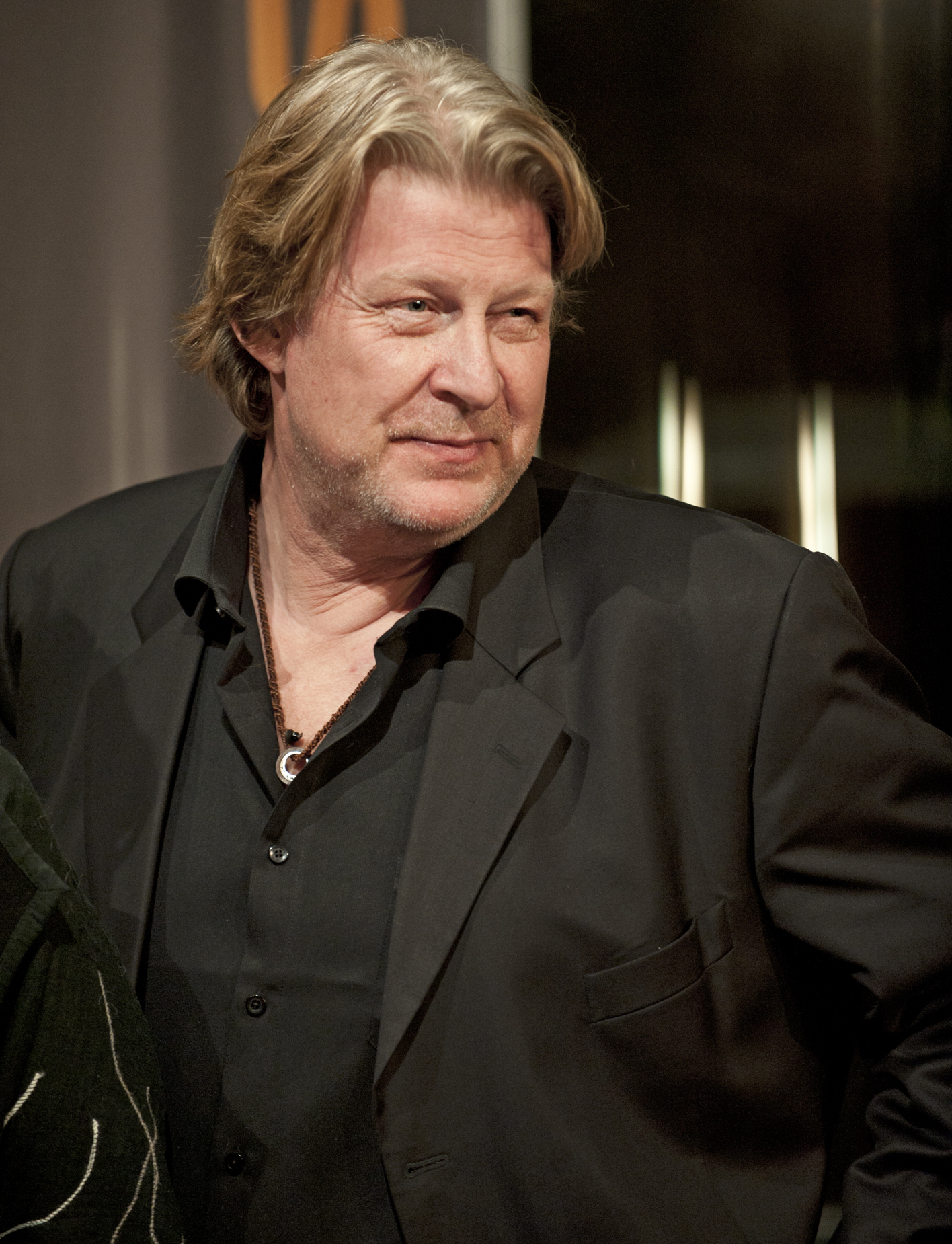
L'actor Rolf Lassgård va obtenir el guardó al millor actor als Premis Guldbagge.

| Premis                                     | Data de la cerimònia   | Categoria                             | Receptor/s                                               | Resultat  |
| ------------------------------------------ | ---------------------- | ------------------------------------- | -------------------------------------------------------- | --------- |
| Oscar                                      | 26 de febrer de 2017   | Millor pel·lícula de parla no anglesa | Hannes Holm                                              | Nominat   |
| Oscar                                      | 26 de febrer de 2017   | Millor maquillatge i pentinat         | Eva von Bahr i Love Larson                               | Nominat   |
| Festival de Cinema de Cabourg              | 11 de juny de 2016     | Premi del públic Essilor              | Un home anomenat Ove                                     | Guanyador |
| Premis Europeus de Cinema                  | 10 de desembre de 2016 | Comèdia europea                       | Un home anomenat Ove                                     | Guanyador |
| 51a edició dels Premis Guldbagge           | 18 de gener de 2016    | Millor pel·lícula                     | Annica Bellander i Fredrik Wikström Nicastro (Producció) | Nominat   |
| 51a edició dels Premis Guldbagge           | 18 de gener de 2016    | Millor actor                          | Rolf Lassgård                                            | Guanyador |
| 51a edició dels Premis Guldbagge           | 18 de gener de 2016    | Millor actriu                         | Bahar Pars                                               | Nominat   |
| 51a edició dels Premis Guldbagge           | 18 de gener de 2016    | Millor fotografia                     | Göran Hallberg                                           | Nominat   |
| 51a edició dels Premis Guldbagge           | 18 de gener de 2016    | Millor maquillatge i perruqueria      | Eva von Bahr i Love Larson                               | Guanyador |
| 51a edició dels Premis Guldbagge           | 18 de gener de 2016    | Millors efectes visuals               | Torbjörn Olsson                                          | Nominat   |
| 51a edició dels Premis Guldbagge           | 18 de gener de 2016    | Premi del públic                      | Un home anomenat Ove                                     | Guanyador |
| Houston Film Critics Society               | 6 de gener de 2017     | Millor pel·lícula estrangera          | Un home anomenat Ove                                     | Nominat   |
| Satellite Awards                           | 19 de febrer de 2017   | Millor pel·lícula estrangera          | Un home anomenat Ove                                     | Nominat   |
| St. Louis Gateway Film Critics Association | 18 de desembre de 2016 | Millor pel·lícula estrangera          | Un home anomenat Ove                                     | Nominat   |